# Ikaros (Grecia)
Ikaros (greacă Ίκαρος) este un oraș în Grecia în prefectura Elida.